# Kiełcze-Kopki
Kiełcze-Kopki – wieś położona w województwie podlaskim, powiecie kolneńskim, w gminie Kolno.
Liczy ok. 100 mieszkańców.
Wieś szlachecka położona była w drugiej połowie XVI wieku w powiecie kolneńskim ziemi łomżyńskiej. W okresie międzywojennym w miejscowości stacjonowała placówka Straży Celnej „Kiełcze-Kopki” a następnie placówka Straży Granicznej I linii „Kiełcze-Kopki”.
Wierni kościoła rzymskokatolickiego należą do parafii Zwiastowania Najświętszej Maryi Panny w Lachowie.

## Przypisy

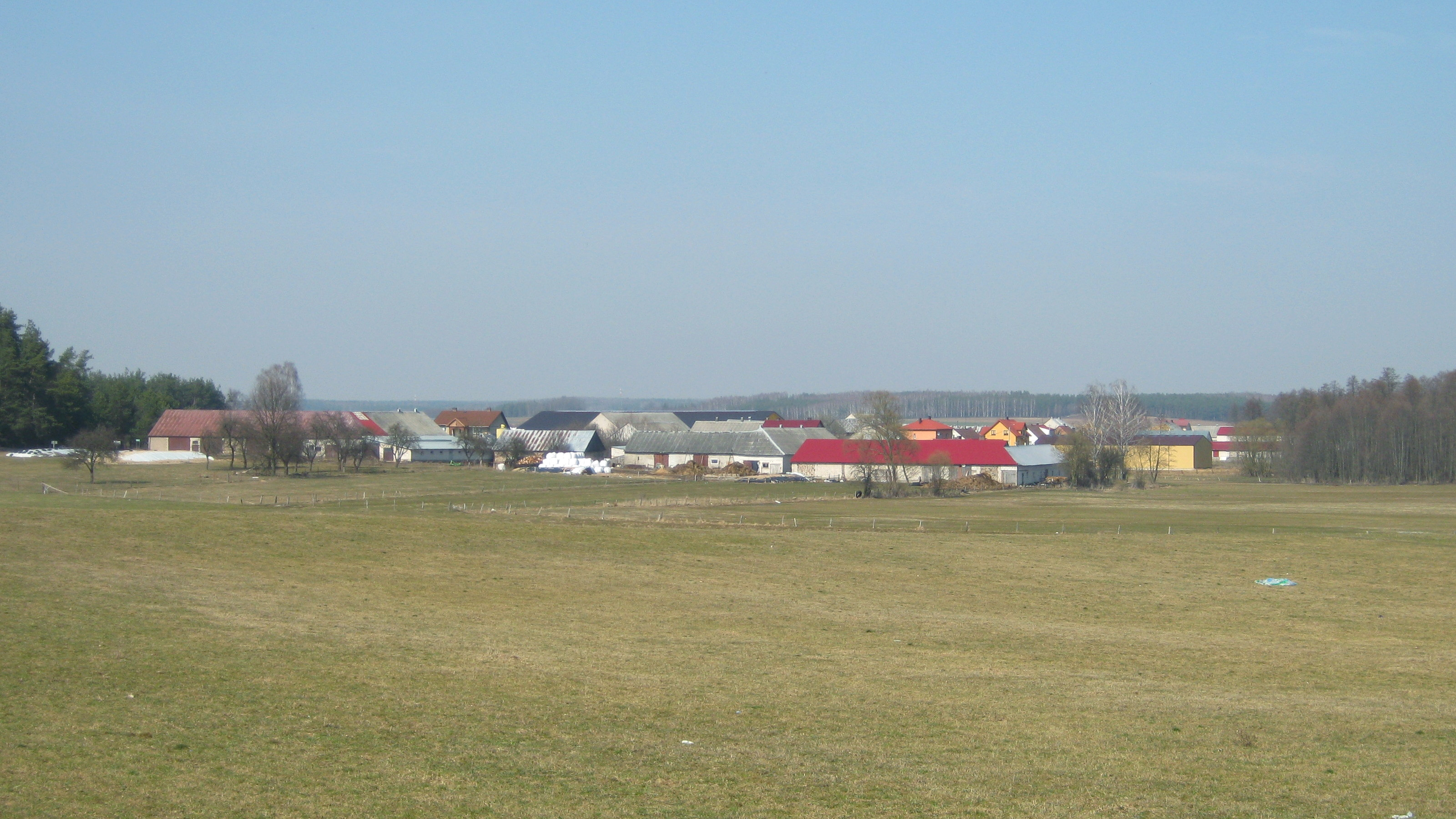
Kiełcze-Kopki